# リオネル・デスクリー
リオネル・デスクリー（Lionel Desclée、1979年6月 - ）は、ベルギー人実業家。西友最高経営責任者兼ウォルマート・ジャパン・ホールディングス最高経営責任者。

## 人物・経歴
ベルギー出身。2001年ルーヴァン・カトリック大学卒業、経済学修士。2002年フレリックビジネススクール卒業、財務マネジメント修士。デルハイツ・グループでアメリカ合衆国東海岸のスーパーマーケット1600店舗の統括などに従事した。その後、2018年までトム＆コー CEOを務め、2019年3月15日付で、西友及びウォルマート・ジャパン・ホールディングスの最高経営責任者に就任。在任中コールバーグ・クラビス・ロバーツ及び楽天への西友株式の売却にあたり、2021年にウォルマートに復帰した。